# Пактаєво (Гірськомарійський район)
Пакта́єво (рос. Пактаево, марій. Пактайсола) — присілок у складі Гірськомарійського району Марій Ел, Росія. Входить до складу Пайгусовського сільського поселення.

## Населення
Населення — 18 осіб (2010; 27 у 2002).
Національний склад (станом на 2002 рік):
- гірські марійці — 100 %